# 风之梳
风之梳是爱德华多·奇利达的三件雕塑作品，也是巴斯克建筑师路易斯·佩纳·甘切吉（Luis Peña Ganchegui）的建筑作品。这是他们两人最重要和最知名的作品之一。
“风之梳”位于西班牙巴斯克自治区吉普斯夸省圣塞瓦斯蒂安的贝壳湾（La Concha）西端，翁达勒塔海滩（Ondarreta）尽头。奇利达的三件宏伟的钢铁雕塑作品，每个重10吨，嵌入坎塔布里亚海的天然岩石中。
该作品于1976年完成。除了雕塑之外，还在附近的海岸创建了一个观赏区，其中包括“气孔”，即空气和水的波浪驱动出口。

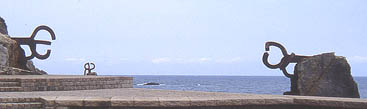
风之梳